# Zaratán
Zaratán è un comune spagnolo di 1 707 abitanti situato nella comunità autonoma di Castiglia e León.